# Geranomyia septemnotata
Geranomyia septemnotata is een tweevleugelige uit de familie steltmuggen (Limoniidae). De soort komt voor in het Oriëntaals gebied.